# Rodolfo Rambozzi
Rodolfo Rambozzi (? – ?) olasz olimpikon, kötélhúzó.
Az első világháború utáni olimpián, az 1920. évi nyári olimpiai játékokon indult kötélhúzásban. Először a holland, csapat ellen mérkőztek meg és kaptak ki az aranyéremág elődöntőjében. Innen a bronzéremág elődöntőjébe kerültek, ahol az amerikai csapattól is kikaptak. Így az ötödikek lettek. A verseny Bergvall-rendszer szerint zajlott. Rajtuk kívül még négy ország indult (amerikaiak, belgák, britek, hollandok).